# Flaga prowincji Virumaa Zachodnia
Flaga prowincji Virumaa Zachodnia (pol. Zachodnia Wironia) – flaga estońskiej prowincji Lääne Viru. Obowiązuje od 26 września 1996 r.
Flaga prowincji Virumaa Zachodnia składa się z dwóch jednakowej szerokości poziomych pasów: górny pas jest biały, a dolny zielony. Na środku białego pasa umieszczony jest herb prowincji Virumaa Zachodnia. Stosunek szerokości do długości flagi wynosi 7:11.